# Sältingväxter
Sältingväxter (Juncaginaceae) är en familj av  enhjärtbladiga växter med ett tjugotal ingående arter. Sältingväxter trivs på fuktiga platser och växer ofta i kärr och på strandängar, i områden med kallt eller tempererat klimat, på både norra och södra halvklotet. 
Kärrsälting och havssälting, som båda hör till sältingsläktet, är de enda arter ur familjen som förekommer i Sverige. Den svenska benämningen sälting i dessa två artnamn kommer av att dessa växter, åtminstone när de växer nära havet, kan anrika salt. Båda arter har smala blad och små blommor som sitter i en axliknande klase.